# Tomasz Misztal
Tomasz Misztal (ur. 5 września 1965 w Warszawie) – polski zootechnik, specjalista w zakresie endokrynologii rozrodu zwierząt, profesor nauk rolniczych, profesor Instytutu Fizjologii i Żywienia Zwierząt im. Jana Kielanowskiego PAN i jego dyrektor w latach 2011–2015.

## Życiorys
W 1989 ukończył studia zootechniczne w Szkole Głównej Gospodarstwa Wiejskiego w Warszawie. Doktoryzował się w 1995 w Instytucie Fizjologii i Żywienia Zwierząt im. Jana Kielanowskiego PAN na podstawie rozprawy zatytułowanej: Melatonina jako modulator endogennych rytmów hormonalnych w cyklu reprodukcyjnym u owiec, której promotorem był profesor Bernard Barcikowski. Stopień doktora habilitowanego uzyskał w 2006 na Akademii Rolniczej im. Hugona Kołłątaja w Krakowie w oparciu o pracę pt. Wpływ melatoniny i prolaktyny na aktywność sekrecyjną podwzgórzowo-przysadkowego układu GnRH-LH u owcy. Tytuł profesora nauk rolniczych otrzymał 3 lipca 2012.
Zawodowo związany z Instytutem Fizjologii i Żywienia Zwierząt im. Jana Kielanowskiego PAN, gdzie zajmował kolejno stanowiska asystenta (1989–1995), adiunkta (1996–2006), docenta (2006–2010), profesora nadzwyczajnego (2010–2019) i profesora (od 2019). W latach 2010–2016 był kierownikiem Zakładu Endokrynologii w tym instytucie. W kadencji 2011–2015 pełnił funkcję dyrektora IFiŻZ PAN.
Specjalizuje się w endokrynologii rozrodu zwierząt. Opublikował ponad 100 prac, wypromował trzech doktorów nauk rolniczych. Członek Towarzystwa Biologii Rozrodu (w tym członek zarządu głównego) oraz Komitetu Biologii Rozrodu PAN.
W 2015 został odznaczony Srebrnym Krzyżem Zasługi.